# Microxydia colorata
Microxydia colorata är en fjärilsart som beskrevs av W. Warren 1904. Microxydia colorata ingår i släktet Microxydia och familjen mätare. Inga underarter finns listade i Catalogue of Life.